# ملالر (أختاتشي الشرقي)
ملالر (بالفارسية: ملالر) هي قرية تقع في إيران في أذربيجان الغربية. يقدر عدد سكانها بـ 452 نسمة بحسب إحصاء 2016.